# USS South Dakota (SSN-790)
O USS South Dakota é um submarino nuclear de ataque operado pela Marinha dos Estados Unidos e a décima sétima embarcação da Classe Virginia. Sua construção começou em abril de 2016 nos estaleiros da General Dynamics Electric Boat em Connecticut e foi lançado ao mar em fevereiro de 2018, sendo comissionado na frota norte-americana em fevereiro do ano seguinte. É armado com doze lançadores verticais de mísseis e quatro tubos de torpedo de 533 milímetros, tem um deslocamento de quase oito mil toneladas e alcança uma velocidade máxima de 32 nós.